# Eugenia earhartii
Eugenia earhartii är en myrtenväxtart som beskrevs av Acev.-rodr.. Eugenia earhartii ingår i släktet Eugenia och familjen myrtenväxter.
Artens utbredningsområde är Jungfruöarna. Inga underarter finns listade i Catalogue of Life.